# Chuyến bay 3704 của Iran Aseman Airlines
| [Bản đồ tương tác toàn màn hình]                     |                                                               |
| Tuyến bay của Chuyến bay 3704 Aseman Airlines Flight |                                                               |
|                                                      | Biểu đồ hiện đang tạm thời không khả dụng do vấn đề kĩ thuật. |

Chuyến bay 3704 của Iran Aseman Airliens là chuyến bay chở khách nội địa theo lịch trình hoạt động từ Tehran đến Yasuj, Iran vào ngày 18 tháng 2 năm 2018. Chiếc ATR 72-500 này đã đâm xuống dãy núi Zagros gần Semirom, tỉnh Isfahan. 60 hành khách và sáu thành viên phi hành đoàn được báo cáo là có mặt trên khoang. Chiếc máy bay này đang trên đường từ Tehran đến Yasuj, thủ đô của Kohgiluyeh và tỉnh Boyer-Ahmad.
Tai nạn này là lần thứ hai xảy ra trong vòng một tuần, sau vụ tai nạn của chuyến bay 703 của Saratov Airlines bảy ngày trước đó.

## Máy bay
Máy bay đã gặp nạn là một chiếc ATR 72-212 có số sê-ri sản xuất 391, đăng ký EP-ATS, được chế tạo vào tháng 10 năm 1993, được giao cho hãng này vào năm 1993. Không có tai nạn nghiêm trọng nào được ghi nhận trong khoảng 24 năm chiếc máy bay được vận hành bởi hãng hàng không này. 

## Tai nạn
Máy bay này vận hành một chuyến bay chở khách nội địa từ Sân bay quốc tế Mehrabad, thủ đô Tehran tới Sân bay Yasuj, Yasuj. Chuyến bay này cất cánh vào lúc khoảng 04:30 (Giờ Phối hợp Quốc tế) và gặp nạn tại núi Dena khoảng 1 giờ sau đó.